# Philadelphus
Philadelphus es un género perteneciente a la familia Hydrangeaceae. Es originario de Europa Asia y América. Comprende 179 especies descritas y de estas, solo 45 aceptadas.

## Descripción
Son arbustos erectos o de crecimiento amplio, son ocasionalmente trepadoras, las hojas son opuestas, aserradas o enteras, con de 3 a 5 nervios, las flores se producen solitarias o en grupos de tres en forma de racimos o panículas con pocas flores, en general fragantes, tienen 4 sépalos, ocasionalmente 5, al igual que los pétalos.

## Distribución y hábitat
Se distribuyen por el sur de Europa al Cáucaso, este de Asia, Himalaya y el norte y centro de América.

## Taxonomía
El género fue descrito por Carlos Linneo y publicado en Species Plantarum  1: 470 en el año 1753.
Etimología
Su nombre proviene de la palabra griega philadelphos, aunque también es probable que venga de la ciudad de Filadelfia, ciudad de los Estados Unidos. Otros autores dicen que este género fue dedicado a uno de los Ptolomeos, rey de Egipto.

## Especies seleccionadas
| - Philadelphus argenteus Rydb. - Philadelphus argyrocalyx Woot. - Philadelphus californicus Benth. - Philadelphus caucasicus Koehne - Philadelphus confusus Piper - Philadelphus cordifolius Lange - Philadelphus coronarius L. - Philadelphus crinitus (C.L.Hitchc.) Hu - Philadelphus ernestii Hu - Philadelphus floridus Beadle - Philadelphus gattingeri Hu - Philadelphus hirsutus Nutt. - Philadelphus hitchcockianus Hu - Philadelphus inodorus L. - Philadelphus insignis Carr. - Philadelphus karwinskianus Koehne | - Philadelphus lewisii Pursh - Philadelphus maculatus (C.L.Hitchc.) Hu - Philadelphus madrensis Hemsl. - Philadelphus mearnsii W.H.Evans ex Koehne - Philadelphus microphyllus Gray - Philadelphus occidentalis A.Nels. - Philadelphus oreganus Nutt. ex Torr. et Gray - Philadelphus palmeri Rydb. - Philadelphus pubescens Loisel. - Philadelphus pumilus Rydb. - Philadelphus serpyllifolius Gray - Philadelphus sharpianus Hu - Philadelphus texensis Hu - Philadelphus tomentosus Wall. ex G.Don - Philadelphus trichothecus Hu - Philadelphus wootonii Hu - Philadelphus zelleri Hu |